# Висше училище по телекомуникации и пощи
Висшето училище по телекомуникации и пощи (съкратено ВУТП) в София се намира в район „Студентски“ на Столичната община, на ул. „Академик Стефан Младенов“ № 1. Ректор е проф. д-р Миглена Темелкова.

## История
ВУТП е правоприемник на Държавното телеграфопощенско училище, основано с указ на княз Александър I на 21 декември 1881 г. Макар че получава статут на висше училище едва през 1997 г., то е висшето учебно заведение с най-дългата история в България след Военното училище, основано в Пловдив през 1878 г.
На 30 ноември 1922 г. XIX обикновено народно събрание приема Закона за откриване на телеграфопощенско и железопътно училища, утвърден за публикуване с Царски указ № 60 от 22 януари 1923 година. Училището е към Министерството на железниците и има два отдела – среден и професионален. От 1939 г. е реогранизирано като Школа към Общовойсковия свързочен полк в София.
На 18 февруари 1948 г. VI велико народно събрание приема Закона за Държавния телеграфопощенски институт, който е със статут на полувисше специално учебно заведение с курс на обучение 2 учебни години. Негов приемник от 1954 г. е Държавният полувисш институт на съобщенията. Наименуван е и на антифашиста Аврам Стоянов от 1970 година, като пълното име става Полувисш институт на съобщенията „Аврам Стоянов“ (ПИС). Има 3-годишен курс на обучение.
XXXVIII народно събрание с Решение от 17 юли 1997 г. (ДВ, бр. 59 от 25 юли 1997 г.) преобразува ПИС в Колеж по телекомуникации и пощи (КТП). Той е самостоятелно държавно висше училище със срок на обучение 3 г., което дава професионална квалификация и провежда подготовка до образователно-квалификационна степен „специалист по…“. След присъединяването на България към Европейския съюз и хармонизиране на висшето образование в България с Европейското образователно пространство КТП дава професионална квалификация със степен ”професионален бакалавър по...” – 180 ECTS, обучение от 3 години (ДВ, брой 41 от 22 май 2007 г. Закон за изменение и допълнение на Закона за висшето образование).
С Решение на Народното събрание от 21 май 2015 г. КТП е преобразуван във Висше училище по телекомуникации и пощи. След преобразуването му училището е акредитирано до 21 май 2017 г.

## Наименования
- Телеграфо-пощенско училище (1922 – 12 март 1941)
- Държавно телеграфо-пощенско училище към Свързочния полк (от 12 март 1941)
- Държавен полувисш институт на съобщенията (11 декември 1954 – 1970)
- Полувисш институт на съобщенията „Аврам Стоянов“ (1970 – 25 юли 1997)
- Колеж по телекомуникации и пощи (25 юли 1997 – 21 май 2015)
- Висше училище по телекомуникации и пощи (от 21 май 2015)

## Ръководители
- полк. Страшимир Кушев (1922 – 1923 г.)
- полк. Стефан Хесапчиев (1923 – 1926 г.)
- полк. Петко Митайков (1926 – 1929 г.)
- полк. Георги Янков (1929 – 1933 г.)
- полк. Тодор Писков (1933 – 1934 г.)
- полк. Петър Петрунов (1934 – 1935 г.)
- полк. Константин Бекяров (1935 – 1940 г.)
- полк. Иван Николов (1940 – 1941 г.)
- полк. Витан Витанов (1941 – 1944 г.)
- полк. Светослав Саев (1944 – 1946 г.)
- полк. Иван Иванов (1946 – 1948 г.)
- инж. Георги Данов (1948 – 1950 г.)
- Николай Несторов (1950 – 1953 г.)
- Никола Крушовенски (1953 – 1958 г.)
- инж. Любен Колинкоев (1959 – 1984 г.)
- инж. София Янева (1984 – 1987 г.)
- инж. Донка Георгиева (1987 – 1994 г.)
- инж. Пенка Кръстева (1994 – 1997 г.)
- доц. д-р инж. Ангел Ангелов (1997 – 2005 г.)
- доц. инж. Иван Проданов (2005 – 2010 г.)
- проф. д-р инж. Иван Куртев (2010 – 2014 г.)
- проф. дтн инж. Димитър Радев (2014 – 2019 г.)
- проф. д-р Миглена Темелкова (от 2019 г.)

## Специалности
Висшето училище провежда обучение за следните образователни-квалификационни степени:
- „Професионален бакалавър“ – с продължителност 3 г.;
- „Бакалавър“ – с продължителност 4 г.
- „Магистър“ – с продължителност 2 г.

Обучава студенти по следните специалности:
За степен „Професионален бакалавър“
- Телекомуникационни технологии
- Телекомуникационна информатика
- Телекомуникационни мрежи
- Безжични комуникации и разпръскване
- Компютърно администриране на софтуерни приложения
- Софтуерно проектиране
- Киберсигурност на високите технологии
- Мениджмънт и информационни технологии в телекомуникациите и пощите

За степен „Магистър“
- Информационни технологии
- Мобилни комуникации и интернет
- Управление на услуги
- Смарт лидерство

## Сътрудничество
Висшето училище е съосновател на консорциум Semeistvo, обединяващ висши училища от Германия, Испания, Франция, Словакия, Чехия, Унгария, България и Русия подготвящи кадри за съобщенията.
ВУТП е активен член на програмата на Европейския съюз за реализация на студентска, преподавателска и непреподавателска мобилност – Програма за учене през целия живот – по програма Еразъм.